# قلندری (امیدیه)
قلندری (امیدیه)، روستایی از توابع بخش مرکزی شهرستان امیدیه در استان خوزستان ایران است.

## جمعیت
این روستا در دهستان آسیاب قرار دارد و براساس سرشماری مرکز آمار ایران در سال ۱۳۸۵، جمعیت آن ۱۶۷ نفر (۳۱خانوار) بوده‌است.